# Aleksiej Szwied
Aleksiej Wiktorowicz Szwied (ur. 16 grudnia 1988 w Biełgorodzie) – rosyjski koszykarz, grający na pozycji rzucającego obrońcy lub rozgrywającego. Obecnie zawodnik CSKA Moskwa.
23 sierpnia 2014 w ramach wymiany zawodników między trzema klubami przeszedł z Minnesoty Timberwolves do Philadelphia 76ers (w wymianie brała jeszcze udział drużyna Cleveland Cavaliers).
Zawodnik reprezentacji Rosji na turnieju olimpijskim w Londynie, gdzie zdobył brązowy medal, wygrywając z reprezentacją Argentyny 81:77.
16 lipca 2015 podpisał trzyletnią umowę z zespołem Chimek Moskwa.
Pochodzi z koszykarskiej rodziny. Jest synem trenera koszykarskiego Wiktora Szwieda, który w przeszłości (1995/96) prowadził klub Wisły Kraków, bratem koszykarki Jewgieniji Nikonowej (Odra Brzeg – 1992–1994, Wisła Kraków – 1994–2000) oraz szwagrem koszykarza Andrieja Nikonowa.
13 lipca 2021 został po raz kolejny w karierze zawodnikiem CSKA Moskwa.

## Osiągnięcia
Stan na 20 listopada 2021, na podstawie, o ile nie zaznaczono inaczej.

### NBA
- Uczestnik Rising Stars Challenge (2013)

### Drużynowe
- Mistrz:
  - Euroligi (2008)
  - VTB (2009, 2012)
  - Rosji (2008, 2009, 2011, 2012)
- Wicemistrz:
  - VTB (2011)
  - Rosji/VTB (2017, 2018, 2019)
  - Euroligi (2009, 2012)
- Brązowy medalista mistrzostw Rosji (2007)
- 4. miejsce w lidze VTB (2016)
- Finalista Pucharu Rosji (2008)

### Indywidualne
- MVP:
  - Eurocup (2017)[8]
  - VTB (2017, 2019)
  - finałów rosyjskiej ligi PBL (2012)
  - meczu gwiazd VTB (2020)[9]
- Laureat Alphonso Ford Trophy (2018)
- Zaliczony do:
  - I składu Eurocup (2017)[10]
  - II składu Euroligi (2018)
- Uczestnik meczu gwiazd VTB (2017[11], 2018[12], 2019[13], 2020[9])
- Lider:
  - strzelców:
    - Euroligi (2018, 2021)
    - Eurocup (2017)
    - VTB (2018, 2019)

  - Euroligi w asystach (2021)

### Reprezentacja
Drużynowe
- Brązowy medalista:
  - olimpijski (2012)
  - mistrzostw Europy (2011)
- Uczestnik mistrzostw Europy:
  - 2011, 2013 – 21. miejsce, 2015 – 17. miejsce, 2017 – 4. miejsce
  - U–18 (2006 – 9. miejsce)
  - U–20 (2007 – 4. miejsce, 2008 – 9. miejsce)

Indywidualne
- Lider strzelców Eurobasketu (2017)
- Zaliczony do I składu Eurobasketu (2017)